# データサイエンティスト検定
データサイエンティスト検定は、日本においてデータサイエンティストとしての基礎的な知識やスキルを評価するための資格試験である。正式名称は「データサイエンティスト検定 リテラシーレベル（DS検定）」であり、一般社団法人データサイエンティスト協会が主催している。

## 概要
データサイエンティスト検定は、データサイエンティストに必要とされるリテラシーや基礎知識を有しているかを評価することを目的としている。主に、データ分析やAI（人工知能）、統計学、プログラミング、ビジネス理解など、幅広い分野の知識が問われる。

## 歴史
- 2021年、第1回試験が実施された。
- 以降、年に数回のペースで実施されている。

## 試験内容
試験は選択式問題で構成されており、主に以下の分野から出題される。
- 社会におけるデータ・AI利活用
- データリテラシー
- データ・AI利活用における留意事項

## 受験資格
特に制限はなく、誰でも受験することができる。

## 試験方式
- 試験時間：100分
- 問題数：100問
- 試験方法：CBT（Computer Based Testing）方式

## 合格基準
合格基準は非公開だが、総合的な得点により合否が判定される。